# Carol I van Roemenië
Karel Eitel Frederik Zephyrinus Lodewijk van Hohenzollern-Sigmaringen (Sigmaringen, 20 april 1839 - Sinaia, 10 oktober 1914) was als Carol I van 1866 tot 1881 vorst en daarna tot 1914 koning van Roemenië. Zijn ouders waren Karel Anton van Hohenzollern-Sigmaringen en Josefine van Baden, dochter van groothertog Karel van Baden.
Hij diende in het leger van Pruisen en nam deel aan de Duits-Deense Oorlog van 1864. Na de val van vorst Alexander Jan Cuza werd hij op 26 maart 1866 door de regering van Roemenië tot vorst verkozen, een land dat in 1862 onder suzereiniteit van het Ottomaanse Rijk was gesticht. Op 10 mei arriveerde hij te Boekarest, alwaar hij hartelijk werd verwelkomd door een grote menigte en hoge politici. Hij ontving de titel domnitor (heerser, vorst) en hem werd voor het parlement de eed afgenomen.
Carol trad op 3 november 1869 in het huwelijk met Elisabeth zu Wied (schrijverspseudoniem Carmen Sylva), een dochter van de Duitse prins Hermann zu Wied en diens echtgenote Marie van Nassau-Weilburg. Op 27 september 1870 kregen ze hun enige kind Maria, dat echter vier jaar later stierf.
Direct bij zijn inauguratie in 1866 adopteerde Karel de Roemeense spelling van zijn naam: Carol I. Hij deed veel moeite zich de Roemeense taal en cultuur eigen te maken. Hij regeerde op daadkrachtige wijze, reorganiseerde het leger en bevorderde het aanleggen van spoorwegen en de oprichting van bedrijven. Gedurende de Frans-Duitse Oorlog van 1870/'71 ontstond een anti-Duitse gezindheid in zijn land, waardoor zijn bewind bijna omver werd geworpen, hoewel hijzelf ook aftreden overwoog.
Hij leidde in 1877/'78 de Roemeens-Russische troepen in de Russisch-Turkse Oorlog, waarna hij op het Congres van Berlijn als volledig soeverein heerser werd erkend. Carol werd op 10 mei 1881 tot koning uitgeroepen. De binnenlandse politiek, die nog steeds werd beheerst door de rijke grootgrondbezitters, werd onder Carols bewind tweemaal opgeschrikt door boerenopstanden, een in het zuidelijke deel Walachije (april 1888) en een in het noordelijke deel Moldavië (maart 1907).

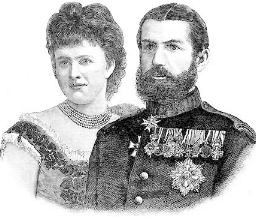
Elisabeth en Carol

Carol I was een streng en gedisciplineerd persoon met hoge morele standaarden. Zijn hele leven lang probeerde hij zijn nauwgezette manier van leven op de mensen om hem heen over te brengen. Koningin Elisabeth zei wel dat hij zelfs tijdens zijn slaap de kroon droeg. Toen de Eerste Wereldoorlog begon besloot de Roemeense regering zich niet bij Duitsland aan te sluiten. De van oorsprong Duitse Carol verzette zich hier - zeer tegen zijn gevoel - niet tegen.
Aangezien hij kinderloos was, had Carol zijn broer Leopold als troonopvolger aangewezen. In oktober 1880 stond die zijn recht op de troon echter af aan zijn zoon Willem. Willem op zijn beurt gaf het recht op troonopvolging acht jaar later weer door aan zijn jongere broer Ferdinand. Die aanvaardde zijn taak wel en werd na Carols dood op 10 oktober 1914 koning.
Carol ligt eveneens als zijn vrouw begraven in de kathedraal van Curtea de Argeș.
De koning heeft in 1906 een ridderorde, de Orde van Carol I, gesticht die enige tijd de hoogste Roemeense onderscheiding in vredestijd was.

## Voorouders
| Voorouders van Carol I van Roemenië | Voorouders van Carol I van Roemenië                                                                  | Voorouders van Carol I van Roemenië                                                                  | Voorouders van Carol I van Roemenië                                                   | Voorouders van Carol I van Roemenië                                                   | Voorouders van Carol I van Roemenië                                                   | Voorouders van Carol I van Roemenië                                                   | Voorouders van Carol I van Roemenië                                                                    | Voorouders van Carol I van Roemenië                                                                    |
| ----------------------------------- | --- | --- | ------------------------------------------------------------------------------------- | ------------------------------------------------------------------------------------- | ------------------------------------------------------------------------------------- | ------------------------------------------------------------------------------------- | --- | --- |
| Overgrootouders                     | Anton Alois van Hohenzollern-Sigmaringen (1761-1831) ∞ Amalie Zephyrine van Salm-Kyrburg (1760-1741) | Anton Alois van Hohenzollern-Sigmaringen (1761-1831) ∞ Amalie Zephyrine van Salm-Kyrburg (1760-1741) | Pierre Murat (1748–1792) ∞ Louise d'Astorg (1762-1793)                                | Pierre Murat (1748–1792) ∞ Louise d'Astorg (1762-1793)                                | Karel Lodewijk van Baden (1755-1801) ∞ Amalia van Hessen-Darmstadt (1754-1832)        | Karel Lodewijk van Baden (1755-1801) ∞ Amalia van Hessen-Darmstadt (1754-1832)        | Francois Claude de Beauharnais, 2e graaf des Roches-Baritaud (1756-1819) ∞ Adrienne Lezay-Marnésia (-) | Francois Claude de Beauharnais, 2e graaf des Roches-Baritaud (1756-1819) ∞ Adrienne Lezay-Marnésia (-) |
| Grootouders                         | Karel van Hohenzollern-Sigmaringen (1785-1853) ∞ Marie Antoinette Murat (1793-1847)                  | Karel van Hohenzollern-Sigmaringen (1785-1853) ∞ Marie Antoinette Murat (1793-1847)                  | Karel van Hohenzollern-Sigmaringen (1785-1853) ∞ Marie Antoinette Murat (1793-1847)   | Karel van Hohenzollern-Sigmaringen (1785-1853) ∞ Marie Antoinette Murat (1793-1847)   | Karel van Baden (1786-1818) ∞ Stéphanie de Beauharnais (1789-1860)                    | Karel van Baden (1786-1818) ∞ Stéphanie de Beauharnais (1789-1860)                    | Karel van Baden (1786-1818) ∞ Stéphanie de Beauharnais (1789-1860)                                     | Karel van Baden (1786-1818) ∞ Stéphanie de Beauharnais (1789-1860)                                     |
| Ouders                              | Karel Anton van Hohenzollern-Sigmaringen (1811-1885) ∞ Josefine van Baden (1813-1900)                | Karel Anton van Hohenzollern-Sigmaringen (1811-1885) ∞ Josefine van Baden (1813-1900)                | Karel Anton van Hohenzollern-Sigmaringen (1811-1885) ∞ Josefine van Baden (1813-1900) | Karel Anton van Hohenzollern-Sigmaringen (1811-1885) ∞ Josefine van Baden (1813-1900) | Karel Anton van Hohenzollern-Sigmaringen (1811-1885) ∞ Josefine van Baden (1813-1900) | Karel Anton van Hohenzollern-Sigmaringen (1811-1885) ∞ Josefine van Baden (1813-1900) | Karel Anton van Hohenzollern-Sigmaringen (1811-1885) ∞ Josefine van Baden (1813-1900)                  | Karel Anton van Hohenzollern-Sigmaringen (1811-1885) ∞ Josefine van Baden (1813-1900)                  |
| Carol I van Roemenië (1839-1914)    | | |                                                                                       |                                                                                       |                                                                                       |                                                                                       | | |

Alexander Jan I ·
Carol I ·
Ferdinand I ·
Michaël I ·
Carol II ·
Michaël I